# Kerryn Herbst
Pour les articles homonymes, voir Herbst.
Kerryn Leigh Herbst, née le 18 octobre 2002, est une nageuse sud-africaine.

## Carrière
Aux Jeux africains de 2019 à Casablanca, Kerryn Herbst remporte quatre médailles d'or, sur les relais 4 x 100 mètres nage libre, 4 x 100 mètres nage libre mixte, 4 x 100 mètres quatre nages et 4 x 100 mètres quatre nages mixte ainsi qu'une médaille de bronze sur 100 mètres dos.
Elle obtient aux Championnats d'Afrique de natation 2022 à Tunis la médaille d'or sur 50 et 100 mètres dos, sur 4 × 100 mètres nage libre, sur 4 × 100 mètres 4 nages et sur 4 × 100 mètres nage libre mixte.